# Angelo Bellotto
Angelo Bellotto (Venezia, 13 agosto 1922 – ...) è stato un calciatore italiano, di ruolo portiere.

## Carriera
Negli anni '40 giocò in Serie A con il Vicenza.